# Les Levine
Les Levine (* 6. Oktober 1935 in Dublin, Irland) ist ein irischer Pionier der Video- und Medienkunst, der in New York ansässig ist.

## Werdegang
Levine wurde in Dublin geboren und studierte an der University of the Arts London. 1958 emigrierte er nach Kanada und arbeitete als Prozessdesigner für Marvel Jewelry in Toronto. 1964 zog es ihn nach New York City. Wie viele Künstler seiner Generation stellte er seine Werke vorwiegend in Nordamerika aus.
Seine ersten Videotapes drehte er 1964. Mitte der 1960er Jahre war Les Levine, ebenso wie Nam June Paik, einer der ersten Besitzer der frisch auf den amerikanischen Markt gekommenen Portapak-Videokameras. Als erster Künstler kreierte er 1968 für seine Installation Iris eine Closed-Circuit-Installation, einen Vorläufer heutiger Videoüberwachungsanlagen. Auf Manhattans Bowery Street ließ sich Levine (1975) filmen. Mit aufgesetzter Sonnenbrille blickt er in die Kamera. Er verweigert jegliche Kontaktaufnahme mit den Passanten und wiederholt immer wieder: I am an artist, I have nothing to do with you. I am an artist, I don´t want to be involved. In New York, Dublin, Wien, München und anderen Städten hat Levine ab Anfang der 1980er Jahre große Plakatkampagnen in den Innenstädten realisiert. Die Motive beziehen sich auf die jeweilige Stadt. Für die Plakatgestaltung bedient sich Levine der Werbesprache.
Levine schrieb Artikel für verschiedene Zeitungen und Zeitschriften, unter anderen The Village Voice und Art in America.
Les Levine profilierte sich als Professor und Diskussionsteilnehmer an mehreren verschiedenen Universitäten, darunter die New York University und die William Paterson University.
Er gründete 1970 das Museum of Mott Art, dessen Direktor er auch wurde.

## Ausstellungen
Mehr als 200 Videos hat Levine geschaffen und mehr als hundert Einzelausstellungen wurden von ihm in Amerika und Europa bespielt.
Er nahm an der documenta 6, der documenta 8 und an der 49. Biennale von Venedig teil und stellte 1997 in der Galerie der Stadt Stuttgart/Kunstmuseum Stuttgart („Art Can See“) und 2011 im Irish Museum of Modern Art aus.

## Mitgliedschaften
- Bassist bei den The Del-Vikings, einer Doo-Wop-Musikgruppe
- Mitglied der The Nova Convention mit Timothy Leary, William S. Burroughs, Brion Gysin & Robert Anton Wilson.[10][11][12]

## Auszeichnungen
- Les Levine war Artist in Residence in Aspen (Colorado) in den Jahren 1967 und 1969, an der NSCAD University in 1973 und 1975 an der University of Illinois at Chicago.
- 1967 gewann Levine den ersten Preis auf der Vancouver International Sculpture Biennale. 1974 und 1980 wurde Levine durch den National Endowment for the Arts gefördert.